# Deniz
Deniz ist ein weiblicher und männlicher Vorname sowie Familienname.

## Herkunft und Bedeutung
Deniz ist ein internationaler Name. Einerseits kann es aus der französischen Sprache abstammen, welches übersetzt „aus Nizza“ bedeutet. Andererseits ist es auch ein türkischer Name, welches das türkische Wort für „Meer“ darstellt.
Die Herkunft des türkischen Wortes Deniz liegt im alttürkischen Wort teŋiz.

## Namensträger

### Männlicher Vorname
- Deniz Almas (* 1997), deutscher Leichtathlet
- Deniz Akdeniz (* 1990), australischer Schauspieler
- Deniz Arora (* 1989), deutscher Schauspieler
- Deniz Aslan (* 1989), niederländisch-türkischer Fußballspieler
- Deniz Ayçiçek (* 1990), deutsch-türkischer Fußballspieler
- Deniz Aytekin (* 1978), deutscher Fußballschiedsrichter
- Deniz Barış (* 1977), türkischer Fußballspieler
- Deniz Baykal (1938–2023), türkischer Politiker
- Deniz Ateş Bitnel (* 1982), türkischer Fußballschiedsrichter
- Deniz Bozkurt (* 1993), puerto-ricanischer Fußballspieler
- Deniz Çelik (Politiker) (* 1978), deutscher Kommunalpolitiker
- Deniz Çoban (* 1977), türkischer Fußballschiedsrichter
- Deniz Cooper (* 1985), österreichischer Schauspieler und Regisseur
- Deniz Dogan (* 1979), deutsch-türkischer Fußballspieler
- Deniz Evin (* 1983), türkischer Schauspieler
- Deniz Gencler (* 1988), deutscher Radio- und Fernsehmoderator
- Deniz Gezmiş (1947–1972), türkischer politischer (und militanter) Aktivist
- Deniz Haimerl (* 2003), deutscher Fußballspieler
- Deniz Kadah (* 1986), deutsch-türkischer Fußballspieler
- Deniz Mujić (* 1990), österreichischer Fußballspieler
- Deniz Naki (* 1989), deutscher Fußballspieler
- Deniz Öncü (* 2003), türkischer Motorradrennfahrer
- Deniz Pero (* 1995), deutsch-türkischer Fußballspieler
- Deniz Pıtır (* 1987), türkischer Fußballspieler
- Deniz Sari (* 1985), türkischer Fußballspieler
- Deniz Sarsilmaz (* 1992), ehemaliger deutscher Kinderdarsteller
- Deniz Siğa (* 1989), türkischer Fußballspieler
- Deniz Sözbir (* 1981), deutsch-türkischer Filmschaffender
- Deniz Taskesen (* 1992), deutsch-türkischer Fußballspieler
- Deniz Türüç (* 1993), niederländisch-türkischer Fußballspieler
- Deniz Undav (* 1996), deutsch-türkischer Fußballspieler
- Deniz Utlu (* 1983), deutscher Schriftsteller, Essayist und Kolumnist
- Deniz Vural (* 1988), türkischer Fußballspieler
- Deniz Yılmaz (* 1988), deutschtürkischer Fußballspieler
- Deniz Yücel (* 1973), deutsch-türkischer Journalist

### Weiblicher Vorname
- Deniz Başpınar (* 1972), deutsch-türkische Autorin
- Deniz Çelik (* 1973), türkische Popmusikerin (Bendeniz)
- Deniz Gamze Ergüven (* 1978), türkisch-französische Regisseurin und Drehbuchautorin
- Deniz Göktürk (* 1963), deutsche Germanistin, Essayistin und literarische Übersetzerin
- Deniz Harbert (* 1987), deutsche Fußballspielerin
- Deniz Khazaniuk (* 1994), israelische Tennisspielerin
- Deniz Ohde (* 1988), deutsche Schriftstellerin
- Deniz Orta (* 1991), deutsche Schauspielerin
- Deniz Özer (* 1987), deutsch-türkische Fußballspielerin
- Deniz Seki (* 1970), türkische Sängerin
- Deniz Selek (* 1967), deutsch-türkische Autorin und Illustratorin
- Deniz Tekin (* 1997), türkische Sängerin und Songwriterin

### Familienname
- Atiye Deniz (* 1988), deutsche Sängerin
- Aytaç Deniz (* 1989), türkischer Fußballspieler
- Burak Deniz (* 1991), türkischer Schauspieler und Model
- Cristóbal Déniz Hernández (* 1969), spanischer römisch-katholischer Geistlicher, Weihbischof auf den Kanarischen Inseln
- Dilan Çiçek Deniz (* 1995), türkische Schauspielerin und Model
- Fuat Deniz (1967–2007), aramäischer Soziologe und Schriftsteller
- Furkan Deniz (* 1995), türkischer Fußballspieler
- Helga Engin-Deniz (* 1941), österreichische Schriftstellerin
- İsmail Deniz (* 1979), deutscher Schauspieler
- Jonathan Deniz (* 1990), uruguayischer Fußballspieler
- Leslie Deniz (* 1962), US-amerikanische Diskuswerferin
- Nilay Deniz (* 1993), türkische Schauspielerin
- Okan Deniz (* 1994), türkischer Fußballspieler
- Özcan Deniz (* 1972), türkischer Musiker und Schauspieler
- Pınar Deniz (* 1993), türkische Schauspielerin
- Serdar Deniz (Fußballspieler) (* 1990), türkischer Fußballspieler
- Serdar Deniz (Skirennläufer) (* 1997), türkischer Skirennläufer
- Tunay Deniz (* 1994), deutsch-türkischer Fußballspieler

## Varianten
- Gökdeniz, Karadeniz, Akdeniz